# Lias-d’Armagnac
Lias-d’Armagnac ist eine französische Gemeinde mit 202 Einwohnern (Stand: 1. Januar 2022) im Département Gers in der Region Okzitanien. Sie gehört zum Kanton Grand-Bas-Armagnac und zum Arrondissement Condom. 
Sie grenzt im Nordwesten an Monclar, im Norden an Larée, im Nordosten an Marguestau, im Osten an Ayzieu, im Südosten an Bourrouillan, im Süden an Salles-d’Armagnac (Berührungspunkt), im Südwesten an Panjas und im Westen an Estang.

## Bevölkerungsentwicklung

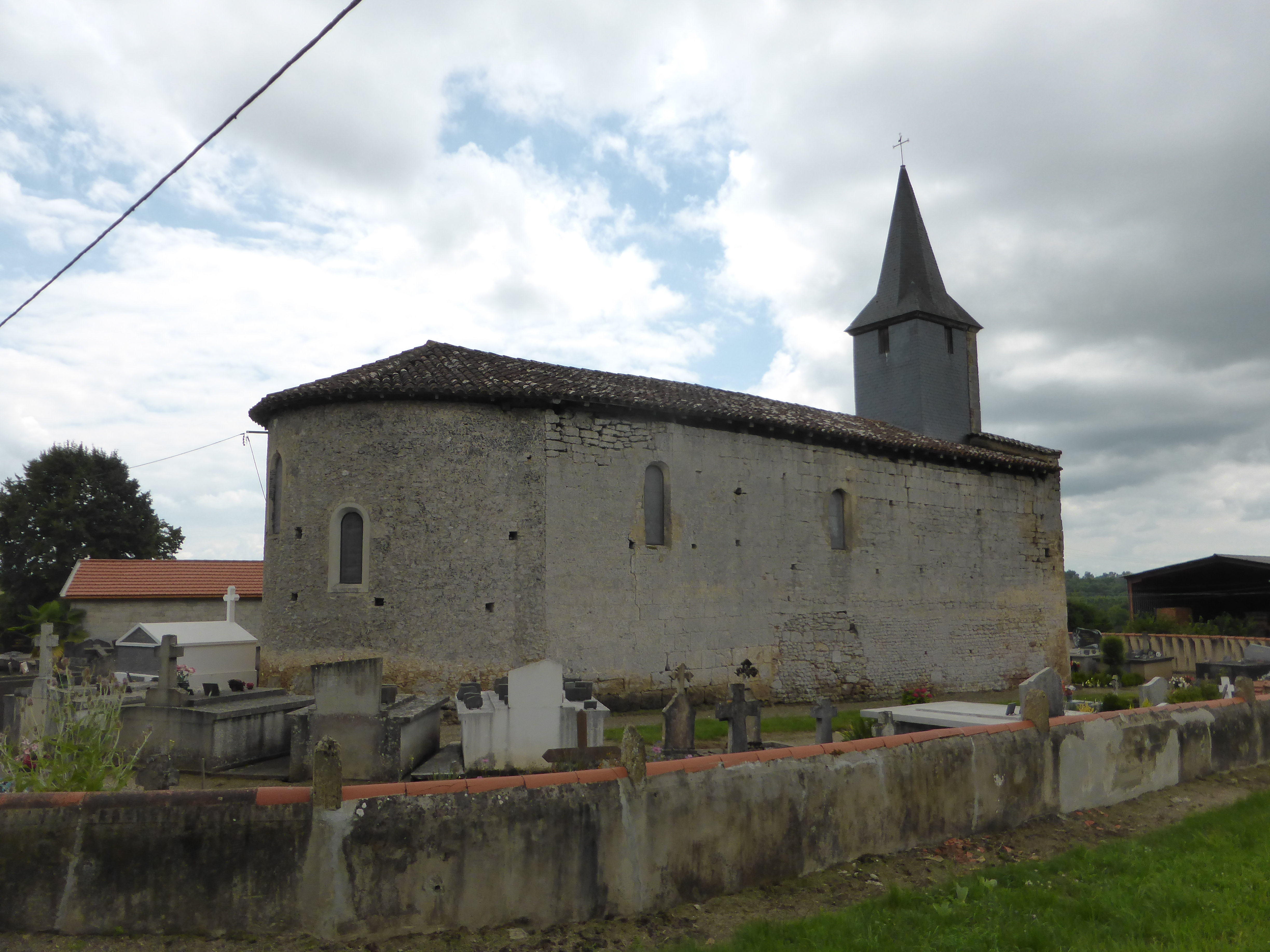
Kirche Saint-Martin

| Jahr                       | 1962 | 1968 | 1975 | 1982 | 1990 | 1999 | 2008 | 2017 |
| -------------------------- | ---- | ---- | ---- | ---- | ---- | ---- | ---- | ---- |
| Einwohner                  | 293  | 246  | 230  | 205  | 189  | 183  | 190  | 196  |
| Quellen: Cassini und INSEE |      |      |      |      |      |      |      |      |